# Prostomis mindanaoica
Prostomis mindanaoica es una especie de coleóptero de la familia Prostomidae.

## Distribución geográfica
Habita en Filipinas.